# کاسپاز ۴
کاسپاز ۴ (انگلیسی: Caspase 4) آنزیمی است که که پروتئین‌های دیگر را در محل باقیماندهٔ اسید آسپارتیک (LEVD-) می‌شکافد.
این آنزیم متعلق به خانوادهٔ کاسپازها از سیستئین پروتئازهاست و عملکردش هنوز به‌طور کامل مشخص نشده‌است، اما احتمال داده می‌شود که همچون کاسپاز ۱ و کاسپاز ۵ و هومولوگِ موشیِ کاسپاز ۴ یعنی کاسپاز ۱۱، از دستهٔ کاسپازهای التهاب‌زا بوده و در دستگاه ایمنی نقش داشته باشد.